# Solanum heleonastes
Solanum heleonastes är en potatisväxtart som beskrevs av Sandra Diane Knapp. Solanum heleonastes ingår i släktet skattor som ingår i familjen potatisväxter. Inga underarter finns listade i Catalogue of Life.